# A murit Bubi
A murit Bubi este o piesă de teatru a autorului român Tudor Mușatescu. Este o comedie de moravuri, în care Bubi este un simbol al lumii care trebuie să moară.

## Prezentare
Acțiunea durează doar trei zile și are loc în biroul domnului Andrei Barcian de la Petrolstock și acasă la Paloma. Andrei Barcian vrea să scape de Bubi, un câine, deoarece consideră că acesta stă în calea fericii sale alături de Paloma.

## Personaje
- Andrei Barcian, directorul societății petroliere Petrolstock
- George Banea, prietenul lui Barcian
- Paloma Carini, „prietena” lui Barcian
- Lelia, cea mai bună prietenă a Palomei
- Domnișoara Hagiu, secretara lui Barcian
- Petran Gheorghe, lucrător la Atelierele Grivița
- Matei Căciulă, vechi angajat al lui Barcian, portar de noapte
- Generalul Troncescu, fost cavaler și cavalerist
- M. Dem. Popoviceanu, mitocan și proprietar de terenuri
- Diana Serian
- Doamna Popoviceanu
- Zina
- Un comisar de la „devize”
- Un agent
- Șoferul lui Barcian

## Teatru radiofonic
- 1978 - regia Dan Puican, adaptare Leonard Efremov, cu actorii Radu Beligan, Sanda Toma, Mișu Fotino, Mihai Mereuță, Alexandru Arșinel, Dorina Lazăr, Rodica Sanda Țuțuianu, Ileana Șerban și Gheorghe Pufulete.[2]